# Yulia Morozova
Yulia Konstantinovna Morozova em russo:Юлия Морозова (Chelyabinsk,8 de janeiro de 1985) é uma voleibolista russa de voleibol. Atua na posição de central e atualmente defende as cores do Dinamo Moscou.

## Clubes
| Clube         | De        | A         |
| ------------- | --------- | --------- |
| Avtodor-Metar | 2000-2001 | 2010-2011 |
| Dinamo Moscou | 2011-2012 | …         |

## Títulos

### Clubes
- Campeonato Russo

2016
- Copa da Rússia

2011, 2013